# 몽골 농구 국가대표팀
몽골 농구 국가대표팀(몽골어: Монголын сагсан бөмбөгийн шигшээ баг)은 몽골의 농구 국가대표팀이다. 2014년 아시안 게임에서 8위를 하며 역대 최고 성적을 냈다.

## 역사
몽골은 1940년대에 소련을 통해 농구가 소개되었으며 1962년에 몽골 농구 협회가 창립되었다. 이 시기 몽골은 중화인민공화국과 소련 등 사회주의 체제 국가들과 비공식 친선전을 치렀으며 정식 국제 대회에는 출전하지 않았다.
몽골 대표팀은 사회주의 체제 붕괴 후인 2000년에 몽골 농구 협회가 국제 농구 연맹에 가입한 후 본격적으로 국제 대회에 나서기 시작했다. 2001년 5월 일본 오사카에서 열린 2001년 동아시아 경기 대회 농구 종목에 참가하면서 처음으로 국제 대회에 출전했다. 몽골팀은 이 대회에서 1위를 차지했으며 몽골 국가대표 선수인 체렝장하링 샤라브잠츠가 대회 득점왕에 오르기도 했다.
2002년 아시안 게임에 참가하면서 처음으로 아시안 게임 농구에 출전했고 2014년 아시안 게임에서 8위에 오르며 대표팀 역대 최고 성적을 기록했다.

## 역대 성적

### FIBA 아시아컵
- 진출

### 아시안 게임
- 2002: 12위
- 2006: 13위
- 2010: 10위
- 2014: 8위
- 2018: 10위
- 2022: 14위

## 역대 감독
- 우둥바타링 바야르척트
- 바실리스 프랑기아스

## 같이 보기
- 몽골 여자 농구 국가대표팀